# Petrikirche (Bielefeld)

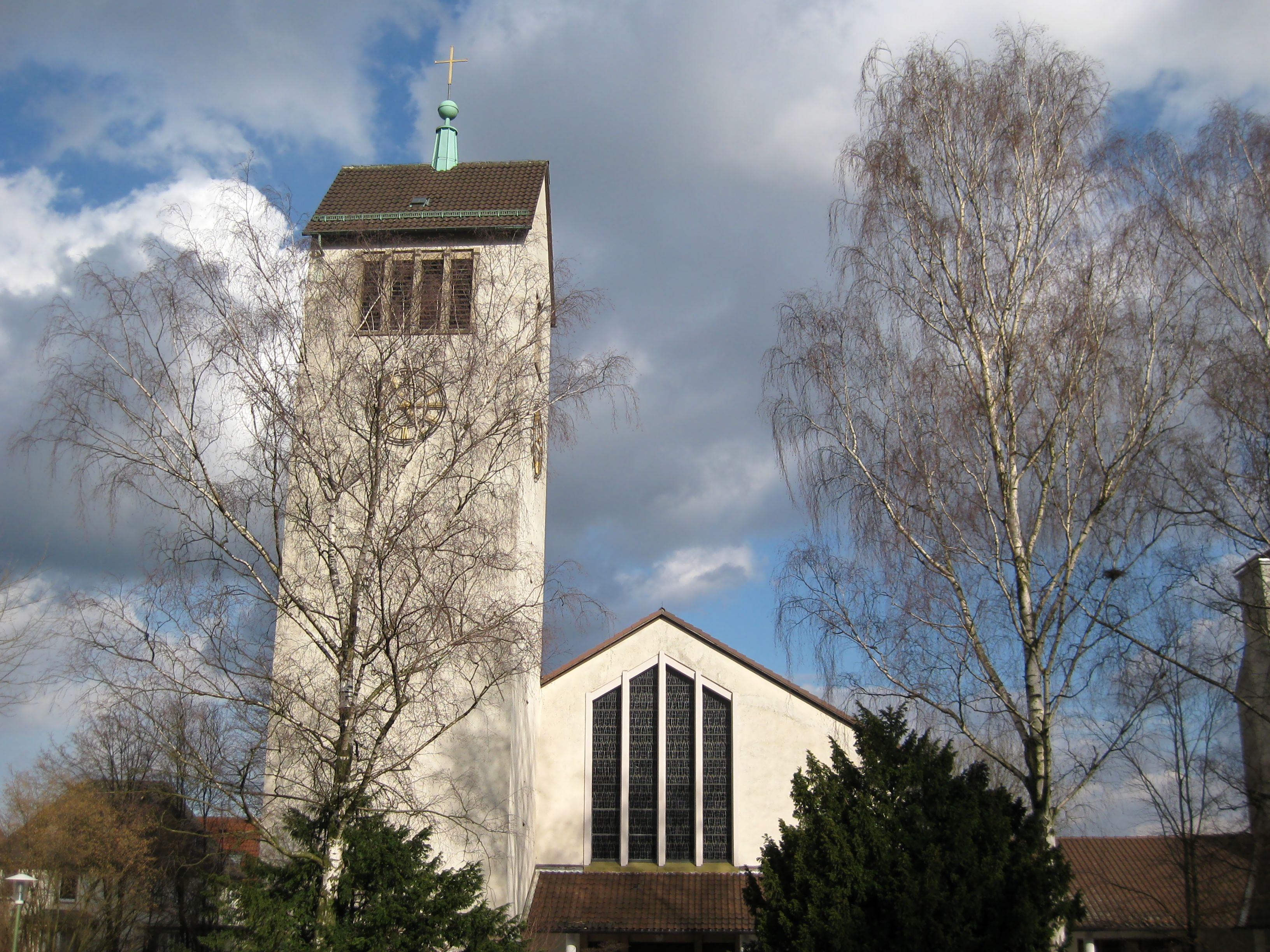
Petrikirche – Glockenturm und Kirchgebäude

Die Petrikirche in Bielefeld-Mitte ist eine evangelisch-lutherische Kirche im Kirchenkreis Bielefeld. Das Gebäude mit Kirche und Gemeindehaus in der Petristraße 51 wurde 1954 nach Plänen des Architekten Werner March errichtet.